# Bafatá
Bafatá è la seconda città della Guinea-Bissau, capoluogo del settore e della regione omonima. L'area urbana di Bafatá conta circa 25 000 abitanti.
Si trova nella zona centrale del paese, lungo la sponda sinistra del fiume Geba, in un ambiente naturale ricco di animali selvaggi comprese le scimmie.

## Cultura

### Religione
È sede di una delle due diocesi della Guinea-Bissau: la Diocesi di Bafatá.

## Sport
Lo Sporting Clube de Bafatá è una squadra calcistica che partecipa al Campeonato Nacional da Guiné-Bissau.